# Nuernberg Military Community

Logo der Nuernberg Military Community

Die Nuernberg Military Community (NBG MIL COM) war eine Verwaltungseinheit der US Army im Großraum Nürnberg.

## Geschichte, Namensgebung

Logo der 99th Area Support Group

Die Einrichtungen der Wehrmacht im Großraum Nürnberg wurden gegen Ende des Zweiten Weltkrieges, nach der Schlacht um Nürnberg im April 1945, von der vorrückenden 7. US-Armee in Besitz genommen.
Diese Einrichtungen wurden zunächst Nuernberg-Fuerth Enclave genannt, später Nuernberg Post.
1967 bzw. 1970 wurden die Verwaltungsstrukturen der US-Armee erneut restrukturiert, und die Gegend wurde eine Support Activity des Bereichs Bayern.
1974 schließlich wurden die USAREUR MILCOMs (gemeindeartig strukturierte Einheiten der US Army) eingeführt und so wurde neben vielen Anderen auch die Nuernberg Military Community ins Leben gerufen.
Diese Strukturen wurden so bis 1991 beibehalten, als die MILCOMs aufgelöst wurden und in Area Support Groups (ASG), Base Support Battalions (BSB) und Area Support Teams (AST) unterteilt wurden. Die NBG MIL COM wurde zunächst als 99th ASG weitergeführt. Ihr unterstellt waren BSBs in den Gebieten der ehemaligen NBG MIL COM sowie der Communities aus Augsburg, München, Bad Tölz, Göppingen, Heilbronn, Bamberg und Neu-Ulm. Sie wurde damit zur größten ASG in Europa. Dieser Zustand wurde allerdings 1993, als die meisten Truppenteile aus der Nürnberger Gegend abgezogen waren, geändert:

Logo des 416th Base Support Battalion

Logo des Nuernberg Area Support Team

Nürnberg selbst genügte ein BSB und wurde der 100th ASG aus Grafenwöhr unterstellt. Bereits 1994 wurde die 416th BSB aufgelöst und wurde lediglich ein AST. 1995 wurde die ehemalige NBG MIL COM komplett geschlossen und die Liegenschaften an deutsche Behörden zurückgegeben.
Bis zum 6. August 1995 unterhielt die Defense Commissary Agency im Bereich der Fürther Fronmüller-, Schwabacher- und Waldstraße ein Commissary. Ebenso wurde an diesem Tag auch die PX und der Kalb Community Club geschlossen. Auf dem Gelände, das im Zweiten Weltkrieg vom Reichsarbeitsdienst genutzt worden war, befanden sich unter anderem ein Lebensmittelgeschäft (genannt PX), eine Diskothek, ein Autohändler und diverse Schnellrestaurants – die Nutzung war US-amerikanischen Staatsbürgern vorbehalten. Nach dem Abriss wurde am Standort ein kleines Einkaufszentrum, das Phönix-Center, erbaut. Lediglich je eine Filiale der Fastfood-Ketten Pizza Hut und Kentucky Fried Chicken blieben bestehen.

## Standorte, Militärische Einheiten
Obwohl Namensgeber die Stadt Nürnberg war, lagen die meisten Standorte außerhalb Nürnbergs, viele in Fürth.
Die in Nürnberg und Umgebung stationierte 1. US-Panzerdivision (1st Armored Division) war mit allen Truppenteilen (kämpfende Truppe, Unterstützungseinheiten) in der NBG MIL COM vertreten. Des Weiteren waren Einheiten, die direkt dem VII. US-Korps in Stuttgart unterstellt waren, hier stationiert:
- Merrell Barracks, Nürnberg, 2nd Armored Cavalry Regiment (Gepanzerte Aufklärer), VII. Corps
- Johnson Barracks, Fürth, Panzerregiment, 1st AD
- William O. Darby Kaserne, Fürth, DIVENG (divisionales Instandsetzungskommando), 1st AD
- Monteith Barracks, Fürth, DISCOM (Divisionales Unterstützungskommando), 1st AD
- Pinder Barracks, Zirndorf, DIVARTY (divisionale Artillerie), 1st AD
- Ferris Barracks, Erlangen, Panzerregimenter, 1st AD
- O’Brien Barracks, Schwabach, Cavalry (Panzeraufklärer), 1st AD + ADA BN (Flugabwehr), VII Corps
- Herzo Base, Herzogenaurach, 210th ARTY BDE (210. Artilleriebrigade), VII Corps
- Feucht Army Airfield, Feucht, 2nd ACR (Panzerabwehrhubschrauber), VII Corps
- weitere Einrichtungen: US Army Hospital Nuernberg, Bavarian American Hotel Nuernberg, Truppenübungsplätze, Depots, Wohngebiete, Schulen, Sportgelände

## Statistik
In der NBG MIL COM lebten und arbeiteten
- 15.200 Soldaten,
- 11.700 Familienangehörige der Soldaten,
- 1400 zivile US-Angestellte,
- 1700 zivile deutsche Angestellte.

Der Betrag, der bis 1991 in die deutsche Wirtschaft floss, belief sich auf ca. 167.000.000 US-Dollar.

## Kommandeure
Die Aufgabe des Kommandeurs wurde vom zweiten Kommandeur der 1. US-Panzerdivision in Personalunion betreut. Der eigentliche Kommandeur der Division saß in Ansbach, wo sich der Stab dieser Division befand. Der größte Teil der taktischen Einheiten saß allerdings in der NBG MIL COM.
Die Kommandeure von der Benennung als Nuernberg Military Community bis zu deren Auflösung 1991 waren:
- Brigadegeneral John B. Price 1974–1976
- Brigadegeneral Edward A. Partain 1976–1977
- Brigadegeneral Alfred A. Sanderson 1977–1978
- Brigadegeneral Thomas F. Healy 1978–1979
- Brigadegeneral Michael J. Conrad 1979–1981
- Brigadegeneral Jack O. Bradshaw 1981–1983
- Brigadegeneral Robert L. Drudik 1983–1984
- Brigadegeneral John M. Shalikashvili 1984–1986
- Brigadegeneral Paul R. Schwartz 1986–1987
- Brigadegeneral William M. Boice 1987–1989
- Brigadegeneral Wesley B. Taylor 1989–1991
- Brigadegeneral James L. Wilson 1991

Davor und danach wurde die Garnison „nur“ von einem einfacheren Offizier (Major, Oberstleutnant, Colonel (Oberst)) kommandiert.